# Archivo Judaico

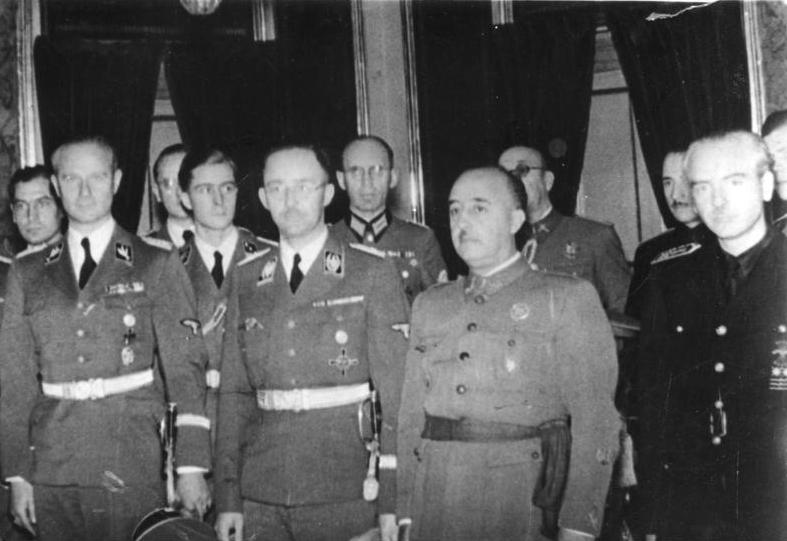
De izquierda a derecha, en primer plano: Karl Wolff, Heinrich Himmler, Francisco Franco y Ramón Serrano Suñer, octubre de 1940.

El Archivo Judaico es el nombre que recibe el conjunto de documentos elaborados y clasificados durante la dictadura franquista en España por los gobernadores civiles a instancias de la Dirección General de Seguridad, para filiar a todos los judíos, españoles o no, residentes en el país, con objeto de tener controlados a los judíos de origen sefardí. El archivo fue conocido por Heinrich Himmler. En los momentos en que en la Conferencia de Wannsee (enero de 1942) se organizaba la denominada Solución Final, consta una comunicación según la cual 6.000 judíos españoles (la lista elaborada por las autoridades franquistas) se encuentran controlados, y que así lo ha comunicado la Embajada de España en Berlín a las autoridades nazis.

## Historia
Las leyes represivas promulgadas por el Generalísimo Franco al final de la guerra civil o inmediatamente después no hacen referencia a los judíos y sí en cambio a la masonería y al comunismo, como en la Ley para la Represión de la Masonería y el Comunismo de 1940, que en realidad estaba dirigida contra todos los que habían apoyado a la República. Esto se explica porque España seguía siendo un país sin judíos y porque, como ha señalado Gonzalo Álvarez Chillida, no hacía falta que se dictaran "leyes especiales contra los judíos" al haberse "restaurado la unidad católica" lo que significaba que "se consideraba vigente implícitamente el edicto de expulsión".
Pero sí se adoptaron medidas policiales de control de los judíos. Se creó un departamento de Judaísmo, anexo al departamento de Masonería, bajo la dirección del policía Eduardo Comín Colomer, ambos integrados en la cuarta sección, Antimarxismo, de la Dirección General de Seguridad, a cuyo frente estaba José Finat y Escrivá de Romaní, "un representante de la derecha católica fascistizada que había ocupado previamente el cargo de delegado nacional del Servicio de Información e Investigación de la FET y de las JONS y muy próximo al ministro de la Gobernación, Ramón Serrano Súñer".
Al margen de este organigrama se creó además una Brigada Especial, a cuyo frente Finat nombró al furibundo antisemita Mauricio Carlavilla. Su misión principal era controlar a los judíos residentes en España, atendiendo así la petición expresa de Heinrich  Himmler, jefe de las SS y de los servicios de seguridad del Tercer Reich, que se entrevistó con Finat en Berlín y en 1940, cuando visitó España, con el general Franco y con Serrano Suñer. A cambio los nazis se comprometieron a entregar a Franco a todos los exiliados republicanos que capturaran, promesa que cumplieron. La Brigada Especial fue la que se ocupó del Archivo Judaico en el que estaban registrados todos los judíos, españoles y extranjeros, residentes en España, que se mantuvo en absoluto secreto, y que era alimentado con los informes que enviaban los gobernadores civiles sobre "las actividades de carácter judaico" que se produjeran en su provincia. Según José Luis Rodríguez Jiménez, "la colaboración no se produjo en todos los casos requeridos por los alemanes, pero hay constancia de que algunas personas fueron entregadas a las autoridades de Berlín". Cuando cambió el signo de la Segunda Guerra Mundial esta colaboración se interrumpió.
La formación del Archivo Judaico fue el resultado de una circular de la Dirección General de Seguridad del 5 de mayo de 1941 en la que José Finat y Escrivá de Romaní, conde de Mayalde, el último día en que ostentó ese cargo, ordenaba a los gobernadores civiles que:

...[envíen a la central informes individuales de] los israelitas nacionales y extranjeros afincados en esa provincia (...) indicando su filiación personal y político-social, medios de vida, actividades comerciales, situación actual, grado de peligrosidad y conceptuación policial ... Las personas objeto de la medida que le encomiendo han de ser principalmente aquellas de origen español designadas con el nombre de sefardíes, puesto que por su adaptación al ambiente y similitud con nuestro temperamento poseen mayores garantías de ocultar su origen y hasta pasar desapercibidas sin posibilidad alguna de coartar el alcance de fáciles manejos perturbadores.

Se formó así el Archivo Judaico, cuyas iniciales AJ figuraban en los expedientes. En uno de ellos, tras afirmar que la persona -una mujer de Barcelona- no tenía una filiación política conocida, se decía: "Se le supone la peligrosidad propia de la raza judía (sefardita)". Además en los documentos de identidad o permisos de residencia se escribía con tinta roja la palabra "judío".
José Finat fue nombrado poco después embajador de España en la Alemania nazi. Finat era amigo personal de Ramón Serrano Súñer, Ministro de Asuntos Exteriores del franquismo y filonazi; también de Heinrich Himmler, al que conoció en octubre de 1940 en su visita a España. Finat colaboró en prestar inmunidad diplomática a la policía alemana nazi para vigilar en España a los 30.000 alemanes residentes y había colaborado con la Gestapo en la detención en Francia del Presidente de la Generalidad de Cataluña, Lluís Companys, y el socialista Julián Zugazagoitia, y su traslado a España, donde fueron fusilados.
A pesar del relevo de Serrano Súñer en Exteriores y su sustitución por Valentín Galarza, se siguió ordenando y fichando metódicamente a todos los judíos residentes en territorio español. Los ejecutores de los informes fueron fundamentalmente falangistas: más de tres mil repartidos por toda la geografía española elaboraron, en aquellos años, centenares de miles de expedientes de "sospechosos"; y en 1940 elaboraron ochocientos mil informes y fichas sobre más de cinco millones de ciudadanos.
Algunos judíos fueron encarcelados y sufrieron malos tratos, pero por su filiación republicana o masónica, como fue el caso de José Bleiberg, que se suicidó antes de ser detenido, mientras que sus dos hijos, Alberto Bleiberg y Germán Bleiberg, estuvieron cuatro años en la cárcel, o el del presidente de la comunidad judía de Barcelona, encerrado en un campo de concentración por ser masón. Asimismo otras personas tuvieron problemas por estar relacionadas con judíos, como le ocurrió al poeta Jorge Guillén, casado con una hebrea, o al escritor filosefardí Cansinos Assens, en cuyo expediente constaba que "es judío, habiendo escrito varios libros y folletos en defensa del judaísmo. Es amigo del aventurero JOSÉ ESTRUGO, dirigente del Socorro Rojo Internacional", razón por la cual se le denegó la petición del "carnet de periodista", imprescindible para poder ejercer esa profesión. Por su parte, los chuetas mallorquines, aunque no hubo ninguna acción oficial contra ellos, fueron objeto de amenazas anónimas, en una de las cuales se les decía: "La Falange sabrá expulsar a la ralea judía".
Al finalizar la Segunda Guerra Mundial, los archivos de Asuntos Exteriores y el Ministerio de la Gobernación fueron expurgados a conciencia para evitar cualquier relación de la España de Franco con la Alemania de Adolf Hitler, eliminando las pruebas de colaboracionismo en distintas materias y, en este caso, sobre el que se considera "probable destino final" de los judíos españoles.